# Cantó de Longueville-sur-Scie

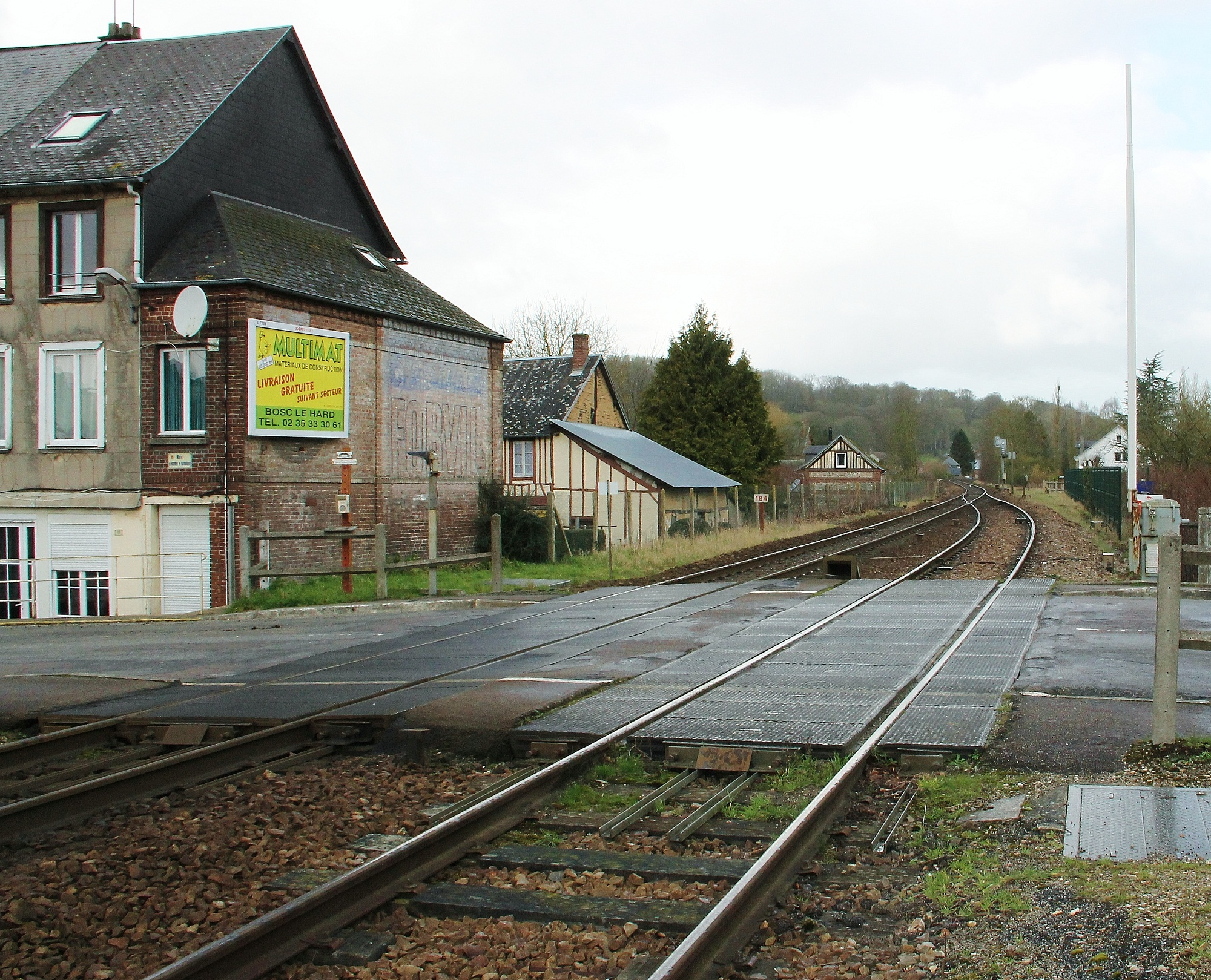
Sortida de l'estació de tren Longueville-sur-Scie.

El cantó de Longueville-sur-Scie és un cantó francès del departament del Sena Marítim, situat al districte de Dieppe. Té 23 municipis i el cap és Longueville-sur-Scie.

## Municipis
- Anneville-sur-Scie
- Belmesnil
- Bertreville-Saint-Ouen
- Le Bois-Robert
- Le Catelier
- Les Cent-Acres
- La Chapelle-du-Bourgay
- La Chaussée
- Criquetot-sur-Longueville
- Crosville-sur-Scie
- Dénestanville
- Heugleville-sur-Scie
- Lintot-les-Bois
- Longueville-sur-Scie
- Manéhouville
- Muchedent
- Notre-Dame-du-Parc
- Saint-Crespin
- Sainte-Foy
- Saint-Germain-d'Étables
- Saint-Honoré
- Torcy-le-Grand
- Torcy-le-Petit

## Història
| Data d'elecció                           | Identitat       | Partit                         | Qualitat |
| ---------------------------------------- | --------------- | ------------------------------ | -------- |
| 1949-1973                                | André Lebaudy   | Radical, després divers droite |          |
| 1973-2004                                | René Delcourt   | Divers droite, després UDF     |          |
| 2004-                                    | Serge Boulanger | PS                             |          |
| les dades anteriors no són pas conegudes |                 |                                |          |
|                                          |                 |                                |          |

## Demografia
| A partir de 1990: Població sense dobles comptes |